# Дрюэтт, Брэд
Брэдли Дара (Брэд) Дрюэтт (англ. Bradley Dara 'Brad' Drewett; 19 июля 1958, Маклин, Новый Южный Уэльс — 3 мая 2013, Сидней) — австралийский профессиональный теннисист и спортивный функционер.
- Победитель 9 турниров Гран-при в одиночном и парном разряде
- Двукратный победитель Открытого чемпионата Австралии в одиночном разряде среди юношей (1975, 1977)
- Президент Ассоциации теннисистов-профессионалов (ATP) в 2012-13 годах

## Игровая карьера
В начале 1975 года 16-летний Брэд Дрюэтт стал победителем Открытого чемпионата Австралии в одиночном разряде среди юношей, повторив этот успех в 18 лет на январском Открытом чемпионате Австралии 1977 года (в этом году турнир проводился дважды в связи с переносом его в календаре с начала на конец сезона). В промежутке между этими двумя победами, в 1976 году, он дебютировал в Открытом чемпионате Австралии среди взрослых, сразу же дойдя до четвертьфинала, что окажется его высшим достижением в турнирах Большого шлема в одиночном разряде на протяжении всей карьеры. В этом же году состоялась и его первая игра на Уимблдоне — в паре с Питером Макнамарой.
В феврале 1980 года Дрюэтт был приглашён в сборную Австралии на матч Кубка Дэвиса с командой Японии, поставив с Марком Эдмондсоном уже в игре пар во второй день победную точку в этом матче. В апреле того же года именно в Японии он впервые в карьере вышел в финал турнира класса Challenger. В начале следующего года он побывал в своих первых финалах турниров тура Гран-при — в одиночном разряде в Аделаиде и в парном в Линце, а в июле завоевал первый титул на турнирах Гран-при, в паре с американцем Эриком ван Дилленом победив на травяных кортах Ньюпорта. В следующие два года он пополнил копилку наград ещё тремя титулами на турнирах Гран-при — двумя в одиночном и одним в парном разряде, к весне 1984 года достигнув в рейтинге в одиночном разряде 34-го места.
В дальнейшем, однако, основные успехи Дрюэтта приходились не на одиночный, а на парный разряд. В 1984 году, выступая с разными партнёрами, он дважды наносил поражение одной из лучших пар мира — Марку Эдмондсону и Шервуду Стюарту. За вторую половину 1985 года он четырежды выходил в финал турниров Гран-при в парах, трижды подряд одержав в них победу. Столь же успешным стал 1988 год: начавшись с выхода в полуфинал Открытого чемпионата Австралии в паре с американцем Марти Дэвисом и победы в Лионе с австралийцем Бродерком Дайком, он закончился ещё двумя финалами турниров Гран-при и, как следствие, 18-м местом в рейтинге и единственным в карьере Дрюэтта участием в итоговом турнире года АТР. Там, однако, они с Дэвисом проиграли все три своих матча на групповом этапе и в плей-офф не прошли. В начале следующего года Дрюэтт и Дэвис добрались до полуфинала Открытого чемпионата Австралии во второй раз подряд.
В общей сложности за карьеру Брэд Дрюэтт шесть раз играл в финалах турниров тура Гран-при (с 1990 года — АТР-тур) в одиночном разряде (две победы) и 15 раз — в парном (семь побед). В своём последнем финале в одиночном разряде он сыграл в апреле 1989 года в Сеуле, а в парном — через год в Сингапуре. После этого он резко сократил участие в турнирах, полностью прекратив игру в одиночном разряде, а в парном появившись до конца года только в трёх соревнованиях, включая Уимблдон. Последний матч профессиональной карьеры он провёл с Марти Дэвисом на Открытом чемпионате Австралии 1991 года.

## Стиль игры
В специальном выпуске на сайте Tennis.com, посвящённом Брэду Дрюэтту, спортивный журналист Питер Бодо отмечает, что его игру отличала отточеность. Обладая крупным телосложением и «квадрицепсами размером с газовый баллон», он не был особенно быстр на корте, компенсируя этот недостаток точностью. Как и многие другие австралийские теннисисты, Дрюэтт демонстрировал хорошую игру у сетки и сильный, но мягкий удар с лёта. На корте и за его пределами он оставался трудолюбивым профессионалом, не привлекая внимания прессы экстравагантными выходками и не давая частых интервью; коллеги, знакомые с ним по года выступлений и последующему периоду административной деятельности характеризуют Дрюэтта как спокойного, дружелюбного, честного и непритязательного человека.

## Места в рейтинге в конце сезона
| Разряд    | 1976           | 1977           | 1978           | 1979           | 1980           | 1981/1983      | 1984 | 1985 | 1986 | 1987 | 1988 | 1989 | 1990 |
| --------- | -------------- | -------------- | -------------- | -------------- | -------------- | -------------- | ---- | ---- | ---- | ---- | ---- | ---- | ---- |
| Одиночный | 193            | 187            | 133            | 78             | 115            | Нет информации | 75   | 146  | 163  | 154  | 99   | 151  | 583  |
| Парный    | Нет информации | Нет информации | Нет информации | Нет информации | Нет информации | Нет информации | 54   | 61   | 72   | 58   | 19   | 142  | 150  |

## Финалы турниров Гран-при за карьеру (21)
| Результат | №  | Дата            | Турнир                       | Покрытие | Соперник в финале | Счёт в финале |
| --------- | -- | --------------- | ---------------------------- | -------- | ----------------- | ------------- |
| Поражение | 1. | 5 января 1981   | Аделаида, Австралия          | Трава    | Марк Эдмондсон    | 5-7, 2-6      |
| Победа    | 1. | 22 февраля 1982 | Каир, Египет                 | Грунт    | Клаудио Панатта   | 6-3, 6-3      |
| Победа    | 2. | 25 июля 1983    | Саут-Ориндж, Нью-Джерси, США | Грунт    | Джон Александр    | 4-6, 6-4, 7-6 |
| Поражение | 2. | 12 августа 1985 | Кливленд, США                | Хард     | Брэд Гилберт      | 3-6, 2-6      |
| Поражение | 3. | 4 июля 1988     | Ньюпорт, Род-Айленд, США     | Трава    | Уолли Мазур       | 2-6, 1-6      |
| Поражение | 4. | 10 апреля 1989  | Сеул, Республика Корея       | Хард     | Роберт ван'т Хоф  | 5-7, 4-6      |

| Результат | №  | Дата            | Турнир                                    | Покрытие | Партнёр         | Соперники в финале                 | Счёт в финале |
| --------- | -- | --------------- | ----------------------------------------- | -------- | --------------- | ---------------------------------- | ------------- |
| Поражение | 1. | 30 марта 1981   | Линц, Австрия                             | Хард(i)  | Павел Сложил    | Ханс Симонссон Андерс Яррид        | 4-6, 6-7      |
| Победа    | 1. | 6 июля 1981     | Ньюпорт, Род-Айленд, США                  | Трава    | Эрик ван Диллен | Кевин Каррен Билли Мартин          | 6-2, 6-4      |
| Поражение | 2. | 2 ноября 1981   | Открытый чемпионат Гонконга               | Хард     | Марти Дэвис     | Крис Данк Крис Майотт              | 4-6, 6-7      |
| Победа    | 2. | 15 августа 1983 | Стоу, Вермонт, США                        | Хард     | Ким Уорик       | Фриц Бюнинг Том Галликсон          | 4-6, 7-5, 6-2 |
| Поражение | 3. | 9 января 1984   | Окленд, Новая Зеландия                    | Хард     | Чип Хупер       | Джон ван Ностранд Брайан Ливайн    | 5-7, 2-6      |
| Поражение | 4. | 8 июля 1985     | Открытый чемпионат Швейцарии, Гштад       | Грунт    | Марк Эдмондсон  | Войцех Фибак Томаш Шмид            | 7-6, 4-6, 4-6 |
| Победа    | 3. | 7 октября 1985  | Брисбен, Австралия                        | Ковёр(i) | Марти Дэвис     | Бен Тестерман Бад Шульц            | 6-2, 6-2      |
| Победа    | 4. | 21 октября 1985 | Мельбурн, Австралия                       | Ковёр(i) | Мэтт Митчелл    | Дэвид Даулен Ндука Одизор          | 4-6, 7-6, 6-4 |
| Победа    | 5. | 18 ноября 1985  | Открытый чемпионат Гонконга               | Хард     | Ким Уорик       | Якоб Хласек Томаш Шмид             | 6-3, 4-6, 6-2 |
| Победа    | 6. | 26 января 1987  | Family Circle NSW Open, Сидней, Австралия | Трава    | Марк Эдмондсон  | Питер Дуган Лори Уордер            | 6-4, 4-6, 6-2 |
| Поражение | 5. | 26 октября 1987 | Открытый чемпионат Гонконга (2)           | Хард     | Марти Дэвис     | Марк Кратцман Джим Пью             | 7-6, 4-6, 2-6 |
| Победа    | 7. | 8 февраля 1988  | Лион, Франция                             | Ковёр(i) | Бродерик Дайк   | Микаэль Мортенсен Блейн Уилленборг | 3-6, 6-3, 6-4 |
| Поражение | 6. | 10 октября 1988 | Swan Premium Open, Сидней                 | Хард(i)  | Марти Дэвис     | Даррен Кэхилл Джон Фицджеральд     | 3-6, 2-6      |
| Поражение | 7. | 8 ноября 1988   | Лондон, Великобритания                    | Ковёр(i) | Марти Дэвис     | Роберт Сегусо Кен Флэк             | 5-7, 2-6      |
| Поражение | 8. | 30 апреля 1990  | Сингапур                                  | Хард     | Тодд Вудбридж   | Марк Кратцман Джейсон Столтенберг  | 1-6, 0-6      |

## Дальнейшая деятельность
По окончании выступлений Дрюэтт стал спортивным функционером, работая в структурах Ассоциации теннисистов-профессионалов (АТР). С 1993 по 1999 год он был членом совета игроков АТР, а с 1999 по 2003 год — исполнительным вице-президентом ассоциации. С 2003 года его деятельность была сосредоточена на Азии и Океании, где до 2005 года он был региональным директором-распорядителем, а с января 2006 года — генеральным директором Международной группы АТР, лично контролируя развитие инициатив АТР в Азиатско-тихоокеанском регионе и на Ближнем Востоке. С 2001 по 2011 год Дрюэтт также занимал пост директора Кубка Мастерс — итогового турнира года для сильнейших игроков мира, по престижности уступающего только четырём турнирам Большого шлема. Благодаря его усилиям было достигнуто соглашение с городскими властями Шанхая, на основании которого Кубок Мастерс с 2005 по 2009 год проводился в этом городе.
В январе 2012 года Дрюэтт был избран президентом АТР. Журнал Sports Business Journal позже в этом же году включил его в число 50 наиболее влиятельных людей в мире спорта, отметив в частности его успешные переговоры в качестве президента АТР с организаторами Открытого чемпионата Австралии. Коллега Дрюэтта, генеральный директор и председатель Женской теннисной ассоциации (WTA) Стейси Алластер, ставит ему в заслугу выросший призовой фонд турниров Большого шлема. Однако всего через год Дрюэтт объявил, что у него выявлена болезнь Лу Герига. Уже на открытии Открытого чемпионата Австралии этого года у него наблюдались затруднения с речью. Он умер менее чем через полгода, 3 мая 2013 года, прежде чем был избран новый президент АТР.